# Саваренский, Фёдор Петрович
Фёдор Петрович Саваренский (30 января [11 февраля] 1881, Гороховeц — 8 октября 1946, Москва) — русский, советский инженер-геолог, гидрогеолог. Академик АН СССР (1943; член-корреспондент с 1939 года). Один из основоположников инженерной геологии в России и СССР, автор первых советских учебников по инженерной геологии и гидрогеологии.
Внёс большой вклад в геологические изыскания и экспертизу проектов большинства крупных гидротехнических сооружений CCCP — Днепрогэс, Куйбышевского и Соликамского гидроузлов канала Волга-Дон, канала имени Москвы, в проекты реконструкции рек Днепра, Волги, Оки, Камы, Дона, возглавлял научную экспедицию по строительству Московского метрополитена, Дворца Советов, принимал активное участие в решении инженерных вопросов, связанных со строительством и реконструкцией Москвы.

## Биография
Родился 30 января (11 февраля по новому стилю) 1881 года в Гороховце в семье секретаря уездного суда. С малых лет проявил большие способности к учению, и отец, с трудом собрав средства, отвёз его в губернский город Владимир определив во Владимирскую классическую гимназию. Обладая прекрасной памятью, гимназист с особой любовью изучал естественные науки. Приезжая на каникулы в родной Гороховец, свободное время посвящал изучению природы родного края, в это время начал самостоятельные натурные наблюдения, сбор гербариев и коллекций минералов в окрестностях Владимира и Гороховца. Уже в гимназическом возрасте начал работать, так как после смерти отца в 1896 году семья осталась без средств.
В 1901 году Ф. П. Саваренский поступил на естественное отделение физико-математического факультета Московского университета, который окончил в 1909 году по специальности почвоведение. Обучался на стипендию от Гороховецкого земства.
На факультете читали лекции ведущие русские учёные: Н. А. Умов, К. А. Тимирязев, Н. Д. Зелинский, В. В. Марковников, А. П. Павлов, В. И. Вернадский. Идеи Вернадского о связи природы и науки и о сущности научной деятельности оказали наиболее сильное влияние на мировоззрение студента, его завету о «необходимости быстрой и полной передачи завоеваний науки и техники по возможности широким слоям молодого и взрослого поколения, введение их в общее сознание и этим путём быстрое использование в жизни полученных результатов» он следовал с самого начала своей работы, всегда совмещая её с преподаванием.
Активно поддерживал студенческое движение, за участие в студенческой сходке, на которой выдвигались требования неприкосновенности личности, свободы печати, собраний и общедоступности образования с февраля 1901 г. по июль 1902 г. отбывал заключение в Бутырской и костромской тюрьмах, в 1909 году в своей первой печатной работе, опубликованной в «Русских ведомостях», выступал против политики царского министра народного просвещения А. Н. Шварца.

#### Тульская и Черниговская губернии
В 1909 году, окончив университет, по рекомендации профессора А. Н. Сабанина поступил на службу в Тульскую губернскую земскую управу на должность почвоведа где в рамках «Проекта организации порайонного изучения сельского хозяйства» занимался исследованием почвенного покрова с целью упорядачения ценности и доходности земельных угодий. Параллельно, в инициативном порядке изучал вопросы повышения плодородия почв, развивая идеи школы профессора В. В. Докучаева, исследовал подпочвы и четвертичные отложения, участвовал в работе параллельной группы по гидрологическим и гидрогеологическим исследованиям под руководством А. С. Козменко. Полевые работы и аналитическая обработка материалов продолжалась до 1913 года, была составлена серия почвенных карт уезда.
Участвовал в создании и работе Тульского общества любителей естествознания, в 1911 году избран его почётным членом. С ноября 1913 г. состоял членом Тульской губернской учёной архивной комиссии, в 1915 г. в трудах комиссии опубликовал статью «О географических названиях Тульской губернии в связи с почвенными данными». Преподавал физику в тульской женской гимназии, где познакомился с будущей женой Алевтиной Успенской.
1913—1914 годы работал в Черниговском губернском земстве, проводя почвенные исследования Нежинского уезда и наблюдения за опытными полями Носовки и Макеевки.

#### Поволжье
В 1915 году Ф. П. Саваренский направлен Отделом земельных улучшений Главного управления земледелия и землеустройства в Саратов с целью проведения гидрогеологических исследований по орошению засушливых местностей Поволжья, работал начальником партии гидрогеологии. С этого периода он стал заниматься гидрогеологическими проблемами и интерес к гидрогеологии сохранил всю дальнейшую жизнь, опубликовав около двухсот научных работ в этой области. Параллельно читал лекции в Саратовском университете, Саратовском сельскохозяйственном институте и Саратовском политехническом техникуме.
С началом Гражданской войны работы были прерваны. В 1919 году Саваренский назначен начальником Губернского комитета государственных сооружений, обслуживал задания 5-го полевого строительства Восточного фронта. После начала голода в Поволжье перенёс тяжёлую болезнь (гнойный плеврит), в начале 1922 года переезжает в Москву, с надеждой найти работу, жилище и перевезти семью.

#### Работа в советский период
В 1922‒1924 годах работал гидрогеологом, заместителем заведующего Центральной гидрологической станцией в Наркомземе РСФСР.
В 1924‒1929 годах — сотрудник московского отделения Геологического комитета. Проводит гидрогеологическое обследование плотины Людиновского водохранилища на р. Болве около Брянска, построенной при Екатерине II, исследует участки для гидроэнергетических сооружений предназначенных для восстанавливаемых стекольных и машиностроительных заводов промышленников Мальцовых (1924). Проводит геологические съёмки низовьев Днепра в связи с планами строительства Днепрогэса и Каховской ГЭС (1925). Преподаёт в Московском межевом институте, в Московском практическом землеустроительном техникуме, наездами в Тверском педагогическом институте.
В 1925‒1929 годах по поручению Совета Труда и Обороны Ф. П. Саваренский организует и руководит гидрогеологическими и инженерно-геологическими изысканиями засушливых степей Куро-Аракской низменности, в составе комиссии от Главного хлопкового комитета ВСНХ посещает Среднюю Азию, где обследует семеноводческие хозяйства и гидрогеологические условия орошаемых хлопковых районов Уч-Курганской степи в междуречье Нарына и Кара-Дарьи состваляет ряд заключений по гидрогеологическим условиям орошения.
1927 год. Вошёл в члены Экспертно-технического совета по водному хозяйству Госплана СССР. Начало активной экспертной деятельности. Впоследствии участвовал в большом количестве экспертиз и заключений, связанных со строительством, ирригацией, использованием водных ресурсов рек, никогда не замыкаясь в области чистой науки и всегда рассматривая научную работу с точки зрения полезности её для решения практических задач. Состоял членом многих научно-технических и учёных советов. Благодаря богатому практическому опыту и широким познаниям в смежных науках, ответственности и принципиальности приобрёл большой авторитет в научной и производственной сфере и привлекался к решению наиболее крупных и ответственных научных задач. В 30-е годы деятельность Ф. П. Саваренского достигла максимального размаха.
В 1930 году посетил Италию и Францию по командировке от Главного геологоразведочного управления ВСНХ. Программу поездки составлял сам, включив в неё помимо геологоразведочных задач знакомство с постановкой геологических исследований в этих странах. В Италии изучал организацию и технологию осушительных работ в Паданской низменности, Римских мареммах и Понтийских болотах, возможность водоснабжения засушливой южной части Апеннин (Апулии), ирригационные работы в Ломбардийской низменности, орошение западной Селезии и Верчелли, а также связанные с этим метеорологические исследования, геологию в железнодорожном и туннельном строительстве, борьбе с оползнями и селевыми потоками. Во Франции посетил Академию наук и научные и образовательные учреждения геологической направленности. В этот же период начинает работу над книгой «Гидрогеология» (1933) в которой впервые объединяет разрозненные знания в этой области науки.
В 1929‒1933 годах Ф. П. Саваренский — старший геолог института подземных вод, в 1933‒1935 гг. заведующий лабораторией инженерной геологии Всесоюзного института минерального сырья (ВИМС).
В 1934 году удостоен научной степени доктора геолого-минералогических наук без защиты диссертации по решению ВАК.
Как Председатель Геологической секции экспертной комиссии Госплана СССР по реконструкции Большой Волги, организовал коллектив высококвалифицированных специалистов по рассмотрению и апробации проектов крупных строек на реках Волжского бассейна, при его непосредственном участии и консультациях были осуществлены исследования строительства Куйбышевского и Камышинского гидроузлов, гидросооружений у с. Сенгилей на Волге, гидросооружений Верхней Волги и Камы, каналов Волга-Дон, имени Москвы, Окско-Донского соединения, проектов орошения Саратовского Заволжья, железнодорожной магистрали Москва-Донбасс и др.
Ф. П. Саваренский возглавлял научную экспедицию по строительству Московского метрополитена, принимал активное участие в решении всех инженерных вопросов, связанных со строительством и реконструкцией Москвы. В 1937 году разрабатывал организацию сети изучения режима подземных вод на всей территории СССР. В этом же году издал учебник «Инженерная геология», до настоящего времени считающийся классическим.
1939 г. Член-корреспондент АН СССР по геолого-географическим наукам Отделения математических и естестванных наук.
1941—1943 находился в эвакуации в Казани, где перенёс тяжёлый инфаркт, сильно подорвавший здоровье. В этот период написал ряд автобиографических очерков и рассказов по воспоминаниям детства и работы в степях Закавказья, «Уездный город и его обитатели (воспоминания детства)», «Пасхальная ночь», «Летний день», «Весенний день», «Рустам».
В 1943 году был избран Действительным членом АН СССР.
1943-46 годы работа в экспертных советах по восстановлению и развитию народного хозяйства.
1944 г. Председатель секции по научной разработке проблем водного хозяйства АН СССР. Создал и возглавил Лабораторию гидрогеологических проблем АН СССР.

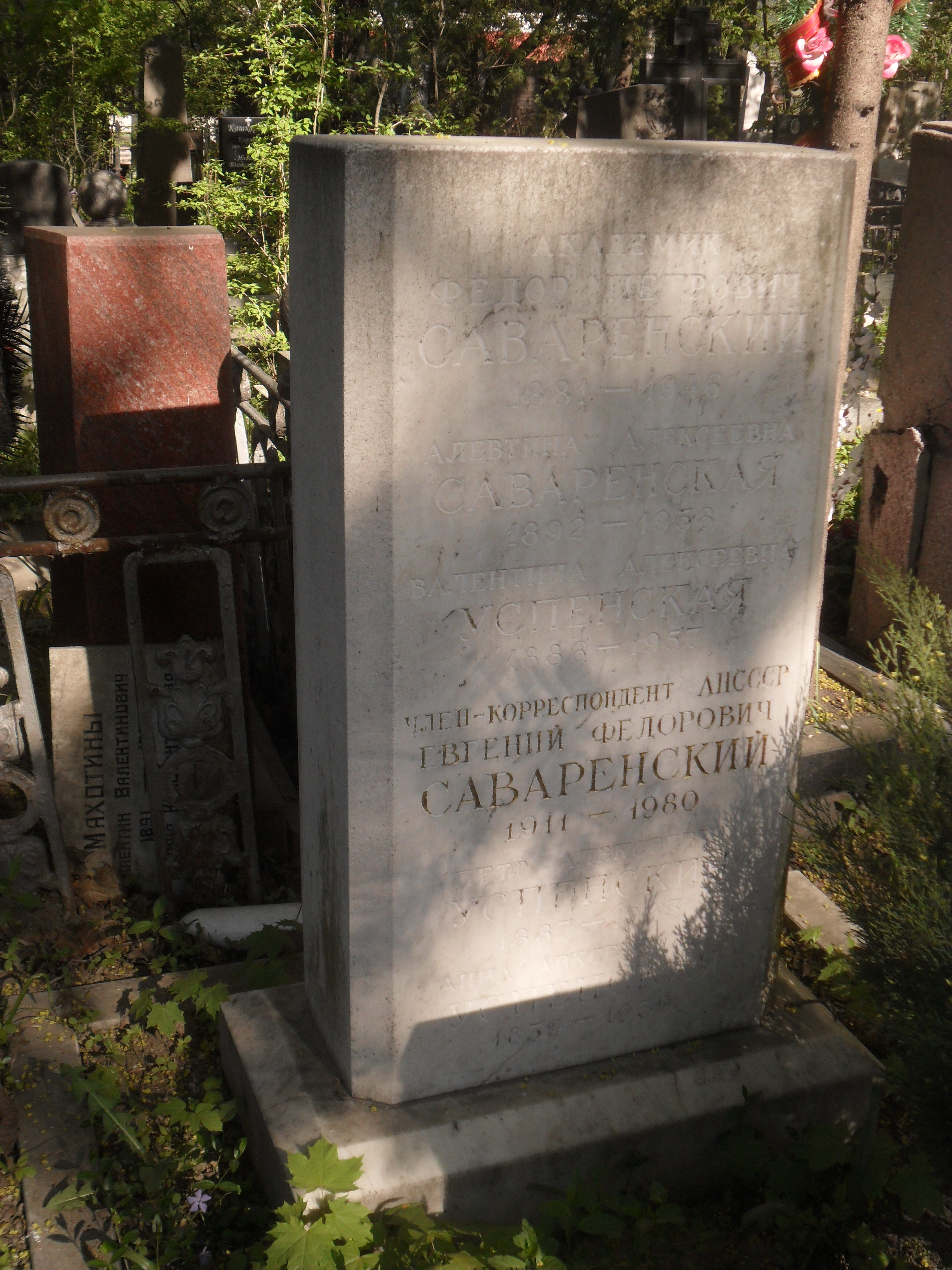
Могила Саваренского на Новодевичьем кладбище Москвы.

Умер 8 октября 1946 года. Похоронен в Москве на Новодевичьем кладбище (участок № 3).

## Научная деятельность
Профессор Московского геологоразведочного института имени С. Орджоникидзе (с 1930), создатель и заведующий кафедрой инженерной геологии (с 1934) там же. В 1935‒1940 гг. — руководитель отдела гидрогеологии и инженерной геологии в Геологическом институте АН СССР, с 1940 — председатель Комиссии гидрогеологии и инженерной геологии АН СССР, в 1944‒1946 гг. — директор Лаборатории гидрогеологических проблем. Под руководством Ф. П. Саваренского составлена (1933) первая сводка по подземным водам СССР. Исследования Ф. П. Саваренского в области механики грунтов способствовали развитию грунтоведения.

## Научно-организационная деятельность
Был одним из создателей отечественной инженерной геологии. В 1934 году в Московском геологоразведочном институте им. С. Орджоникидзе создал и возглавил кафедру инженерной геологии. Состоял членом многих научно-технических комитетов, являлся научным консультантом всех крупнейших строек страны. Был организатором и руководителем многих экспедиций, кафедр, лабораторий, секторов и отделов. Он был инициатором ряда съездов, в том числе 1-го Всесоюзного съезда гидрогеологов в 1931 г., конференций и совещаний по важнейшим проблемам гидрогеологии и инженерной геологии, где выступал с докладами.

## Преподавательская деятельность
Ф. П. Саваренский вёл большую преподавательскую работу в вузах Саратова (1920‒1922), Московском межевом институте (1922‒1929), Московской горной академии и Московском горном институте (сегодня — Горный институт НИТУ «МИСиС») (1929‒1937) и Московском геолого-разведочном институте (с 1930).

## Награды
- орден Ленина (10.06.1945)
- орден Трудового Красного Знамени (1944)
- медаль «За доблестный труд в Великой Отечественной войне 1941—1945 гг.» (1945)

## Семья
- Отец Пётр Иванович, чиновник, секретарь съезда мировых судей г. Гороховец.
- Мать Екатерина Александровна. Фёдор младший из 5 братьев в семье.
- Жена Алевтина Алексеевна Успенская, дочь адвоката из г. Тула. Умерла в 1938 г. от миллярного туберкулёза.
- Жена Валентина Алексеевна Успенская, (с 1938 г.) старшая сестра Алевтины Успенской.
- Сын Саваренский, Евгений Фёдорович (1911—1980) — советский геофизик-сейсмолог, член-корреспондент АН СССР (1966).
- Дочь Саваренская, Татьяна Фёдоровна (1923—2003) — историк архитектуры и градостроительства, академик РААСН.

## Основные труды
Автор около 150 трудов по различным вопросам инженерной геологии, которые печатались в изданиях «Вестник сельского хозяйства», «Водное хозяйство», «Советская геология»,
«Вестник АН СССР», «Известия АН СССР», «Разведка недр» и др. а также учебников и учебных пособий:
1. Саваренский Ф. П. Гидрогеология. — М.-Л.-Новосибирск, 1933.
2. Саваренский Ф. П. Инженерная геология. — М.; Л.: ОНТИ НКТП СССР, 1937, 443 с.
3. Саваренский Ф. П. Инженерная геология. 2-е изд. — М.; ГОНТИ, 1939, 489 с.
4. Справочник по инженерной геологии. М.; ГОНТИ, 1939. (редактор и соавтор).
5. Саваренский Ф. П. Советская инженерная геология на пороге новой пятилетки. — Вестник АН СССР, 1946, № 7.
6. Саваренский Ф. П. Избранные сочинения. — М., 1950.

## Память
- Его имя присвоено основанной им Лаборатории гидрогеологических проблем Академии наук СССР. Президиумом АН СССР была установлена с 1948 года премия Ф. П. Саваренского за лучшую работу в области гидрогеологии и инженерной геологии.
- 12 февраля 1981 г., к 100-летию со дня рождения, в г. Гороховец ул. Нижне-Пролетарская переименована в ул. Саваренского а на доме № 17, где будущий учёный провёл детство установлена мемориальная доска.